# نيلز ألدريج
ولد نيلز ألدريج في 25 آب 1943. هو عالم أحياء ومتحجرات أمريكي. قدم نظرية التوازن النقطي رفقة العالم ستيفن جاي غولد عام 1972.

## دراسته
بدأ نيلز دراسة اللغة اللاتينية في جامعة كولومبيا. لكنه غير اختصاصه إلى علم الجيولوجيا قبل تخرجه. ودرس تحت إشراف الاستاذ نورمان د. نويل. وبدأ عمله في الوقت ذاته لدى المتحف الأمريكي للتاريخ الطبيعي ضمن برنامج دراسي خاص بجامعة كولومبيا والمتحف.
تخرج من الجامعة سنة 1965 بمرتبة الشرف. ثم بدأ دراسة الدكتوراة بينما يعمل على أبحاثه في المتحف. حتى حصل على الدكتوراة سنة 1969.

## عمله وأبحاثه

### علم المتحجرات
أصبح نيلز قيما على قسم اللافقريات في المتحف الأمريكي للتاريخ الطبيعي سنة 1969. ثم على قسم المتحجرات اللافقرية. واستمر بموقعه الأخير حتى تقاعد مؤخرا. كما عمل كأستاذ مساعد في جامعة المدينة في نيويورك. وكان متخصصا في تطور ثلاثيات الفاكوبيد العائدة لمنتصف الحقبة القديمة. حيث أن ثلاثيات الفاكوبيد هي مفصليات منقرضة عاشت قبل مدة تتراوح من 543 إلى 245 مليون سنة.

### علم الأحياء التطوري
قدم نيلز مع العالم ستيفين جاي غولد نظرية التوازن النقطي عام 1972. وهي نظرية منقحة عن التطور، تصف أنماط سلالية تحصل بشكل متقطع وغير منتظم بدلا من فترات طويلة من الإستقرار. كما طور النظرية الهرمية للتطور والنظم البيئية. وكان حينها يركز على الدمار السريع الذي حصل للعديد من الأجناس الحية.
قدم تراكيب تطورية موسعة في كتابه «التراكيب الغير منتهية» الذي صدر عام 1985. واستعمل خلال عمله الانماط المتكررة في تاريخ الحياة لتنقيح الافكار التي توضح طريقة عمل التطور.
يؤيد نيلز أهمية البيئة بإيضاح أنماط التطور. كما يعتبر ناقد لفكرة التطور المرتكز على الجينات. وقد طور في أحدث مغامرة له تسجيل بديل للافكار المستندة على علم النفس التطوري لفهم السلوك البشري.
نشر أكثر من 160 مقالة علمية وكتب ومراجعات. بما في ذلك «إعادة اختراع دارون» وهي دراسة للجدليات القائمة في علم الأحياء التطوري. و«السيادة» وهو بحث في التاريخ الإيكولوجي لتطور الجنس البشري في الماضي والحاضر والمستقبل.
انضم للمجلس الاستشاري للمركز الوطني للتعليم العلمي منذ عام 2013.

## حياته الشخصية
يتمتع نيلز بالعزف على البوق. ويجمع الأبواق العائدة للقرن التاسع عشر. حيث له أكثر من 500 بوق في منزله في ريدجوود، نيوجيرسي. وله جدول خاص بالتطور التاريخي للأبواق (كأدوات موسيقية), يستعمله للمقارنة مع تطور الكائنات ثلاثية الفصوص. ويجد أن الفروق بينهما تشير لفشل التصميم الذكي. وذلك بمقارنة نظام مصمم بدقة بآخر غير مصمم.

## نشاطه السياسي
أصبح نيلز من المبادرين في الحركة الرافضة للفاشية في الولايات المتحدة منذ كانون الثاني 2017. والتي بدأت بعد أشهر من الانتخابات الرئيسية للعام 2016. في محاولة لدحر خليفة الرئيس الأمريكي باراك أوباما، أي دونالد ترامب. ومنعه من أن يصبح رئيسا. وقد كان هدف المجموعة هو «إيقاف نظام ترامب وبينس قبل أن يبدأ».